# 케니 앤서니

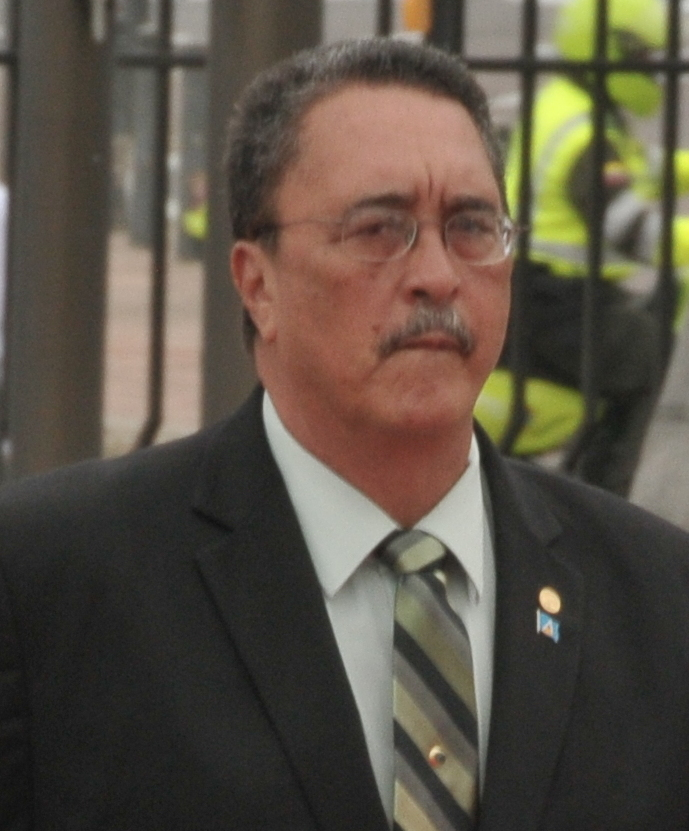

케니 앤서니(Kenny Anthony, 1951년 1월 8일 ~ )는 세인트루시아의 정치인으로 1997년부터 2006년까지, 그리고 다시 2011년부터 2016년까지 세인트루시아의 총리직을 지냈다. 중도좌파 성향의 세인트루시아 노동당 소속이었다. 그는 재임 동안 관광, 인프라, 일반 경제 분야의 발전을 주도하여 농업 위주이던 국가 경제를 관광업 중심으로 전환하였으나 한편으로 경제적 불평등과 범죄율 증가 등의 문제도 겪었다. 2016년 총선에서 패배한 이후 총리직과 함께 당대표직에서 사퇴하였다.